# Kauser József
Kauser József, olykor Kauser L. József (Pest, 1848. május 7. – Budapest, 1919. július 25.) magyar építész, a századforduló jelentős historizáló alkotója, Kauser Gyula építész fivére.

## Életpályája
A család az 1700-as évek elején Elzászból vándorolt Magyarországra. Apja, Kauser János pesti kőfaragómester volt. Tanulmányait a Királyi József Műegyetemen kezdte, később 1868-ban a zürichi Eidgenössische Technische Hochschule intézményben folytatta. Végül Párizsba utazott, ahol az École des Beaux Arts-on (ahol már 1819-től tanítottak építészetet) tanult. A porosz–francia háború miatt megszakította tanulmányait. Bécsbe ment Weber Antal javaslatára, ahol Theophil Hansennél a Tőzsde építésén dolgozott ideiglenesen. 1873-ban visszatért Párizsba, hogy befejezze tanulmányait. Párizsban a Palais de Justice (Igazságügyi Palota) hátsó szárnyának építésén végezte gyakorlatát. A párizsi magyar egyesület titkára volt. Neve kezdetben több tervpályázaton tűnt fel. Az 1878. évi párizsi világkiállítás magyar osztályának berendezésén, valamint az 1885. évi magyar országos kiállítás tervezésénél is közreműködött. Elismerésül a Ferenc József-rend lovagkeresztjét és a francia akadémia tiszti jelvényét, utóbb pedig a Vaskorona-rendet kapta.
Stílusa a historizmushoz sorolható.

## Ismert épületeinek listája
Kauser a Magyar életrajzi lexikon szerint több mint ötven köz- és magánépületet tervezett. A következők ismertek:
- 1883: Stefánia gyermekkórház, ma: Semmelweis Egyetem I. Számú Gyermekgyógyászati Klinika, Budapest, Bókay János u. 53-54., 1083
- 1883: Röser-bazár, Budapest, Károly körút 22., 1052
- 1883: Andrássy-udvar, Budapest, Andrássy út 87–89. (Kodály körönd)
- 1884: Vasutasház, a Magyar Királyi Államvasutak palotája, Budapest, Andrássy út 83–85. (Kodály körönd)
- 1884: Grundt-ház, Budapest, Rákóczi út 26., 1072
- 1885–1886: a Zugligeti Lóvasút végállomása, ma: Lóvasút Kulturális és Rendezvényközpont, Budapest, Zugligeti út 64, 1121
- 1887–1888: Dollinger-ház, Budapest, Rákóczi út 52., 1088
- 1887–1888: Budapesti református főgimnázium (ma:  Szent-Györgyi Albert Általános Iskola és Gimnázium), Budapest, Lónyai u. 4-8., 1093
- 1888–1891: a Jézus szent szívéről elnevezett József utcai templom, Budapest, Mária u. 25, 1085
- 1890: Jezsuita rendház, Budapest, Horánszky u. 18-20., 1085
- 1891: Becker-ház, Budapest, Kossuth Lajos u. 11.[5]
- 1891–1892: Sancta Mária-leányiskola, ma: Budapesti Ward Mária Általános Iskola, Gimnázium és Zeneművészeti Szakgimnázium, Budapest, Molnár utca 4-6. 1056
- 1891–1906: Szent István-bazilika, Budapest, Szent István tér 1, 1051 – Ybl Miklós halála után bízták Kauserre az épület befejezését
- 1892: Iskolaépület, ma: Szilády Áron Református Gimnázium, Kiskunhalas, Kossuth u. 14, 6400[6]
- 1893–1895: Fővárosi Iparrajziskola épülete,  Budapest, Török Pál u. 1., 1093
- 1894: a Szent László közkórház, Budapest, Gyáli út 5-7, 1097
- 1894: a Pallas Irodalmi és Nyomdai Rt. épülete, Budapest, Honvéd u. 10., 1054
- 1894–1896: Kauser-palota, Budapest, Erzsébet körút 19., 1073[7]
- 1895: a Nemzeti Színház tornyos kiszolgáló épülete, Budapest, Csokonai utca 3., 1088
- 1898: az Athenaeum Irodalmi és Nyomdai Rt. épülete, Budapest, Rákóczi út 54., 1074
- 1898: az új Szent János Kórház részlege, Budapest, Diós árok utca, 1125
- 1898. Semmelweis Egyetem II. Számú Szülészeti és Nőgyógyászati Klinika, 1082 Budapest, Üllői út 78/A[8] – az épület ma már nem áll, az 1960-as években, majd másodszor a közelmúltban új épület került a helyére
- 1900: Hitelszövetkezet Országos Központja, Budapest, Baross u. 13. 1082
- 1907–1909: a Stomatológiai Klinika, ma: Semmelweis Egyetem Arc-Állcsont-Szájsebészeti és Fogászati Klinika, Budapest, Mária u. 52, 1085[9]
- 1909–1910: iskolaépület (ma: Prizma Általános Iskola és Óvoda, Egységes Gyógypedagógiai Módszertani Intézmény), Budapest, Váci út 57-61., 1134[10]
- 1886: a Ludoviceum, ma: Magyar Királyi Honvéd Ludovika Akadémia szárnyépülete, Budapest, Ludovika tér 2., 1083
- ?: az ungvári főgimnázium;
- ?: szabadság-hegyi Széchenyi- és Eötvös-szobor architektúrája
- ?: a Feszty-féle körkép első rotundája a Városligetben – 120 m hosszú, 15 m magas és 38 m átmérőjű ablak nélküli létesítmény volt, amelyet később elbontottak

## Képtár

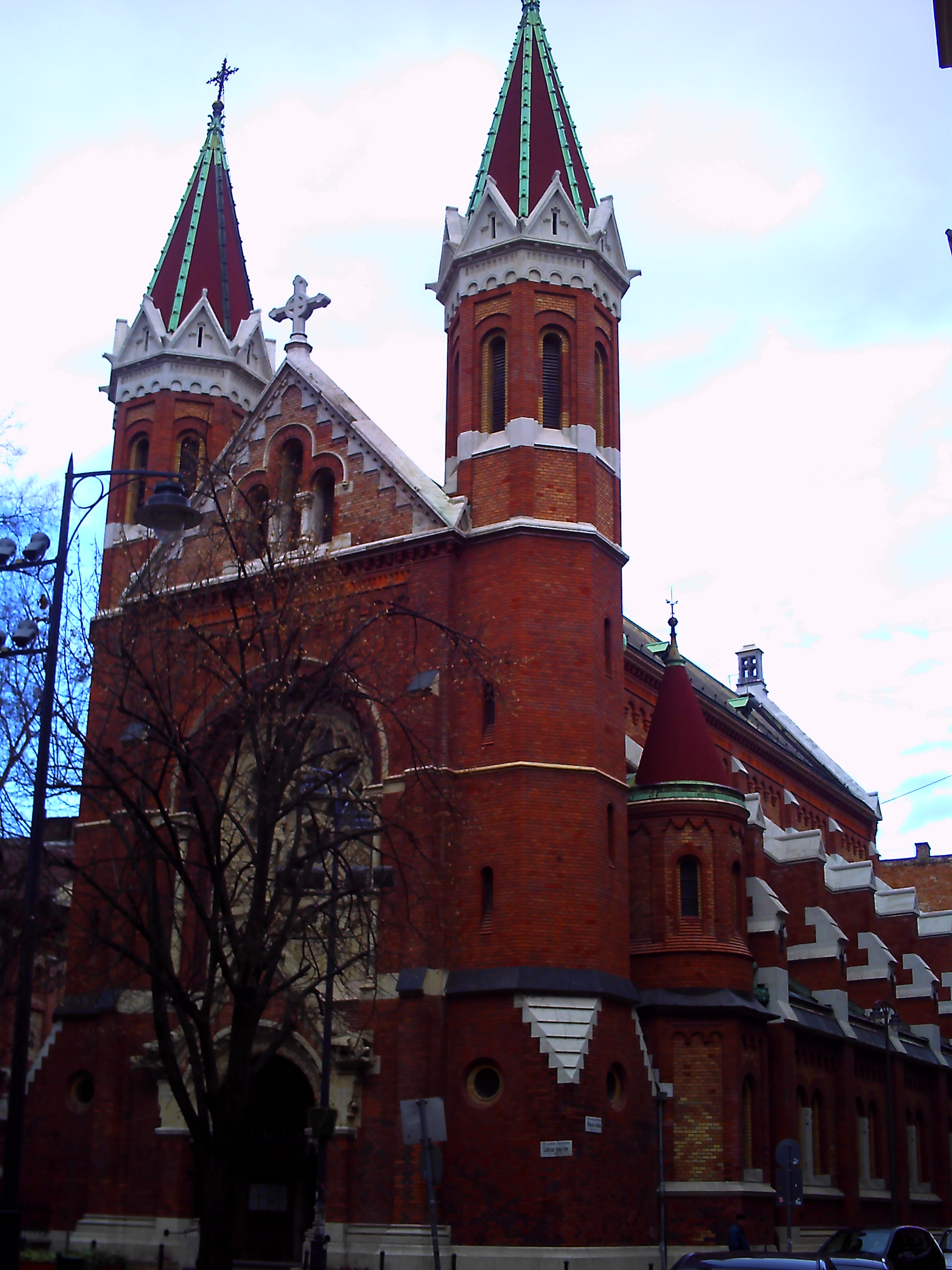
Jézus szíve templom
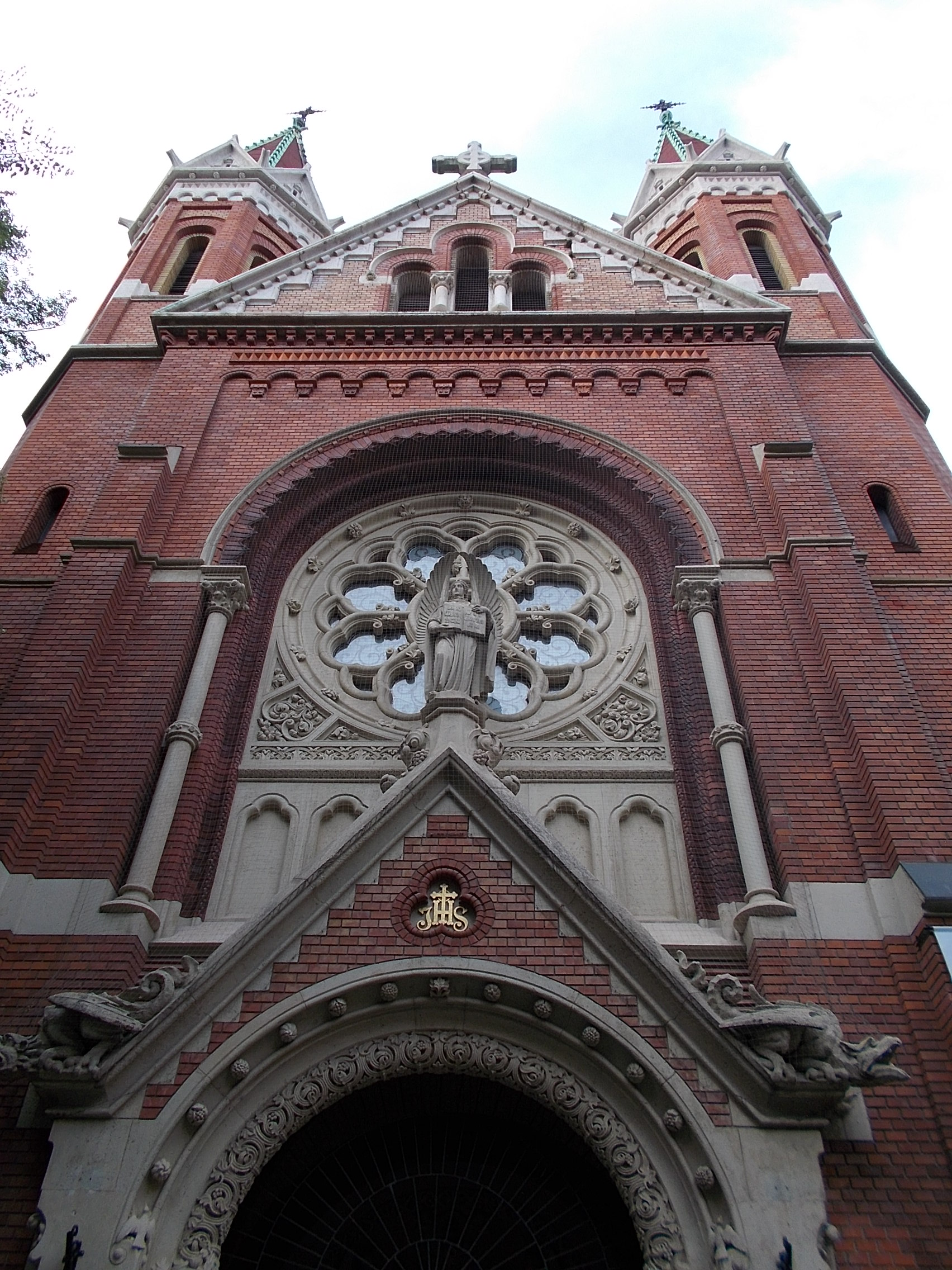
Jézus szíve templom (részlet)
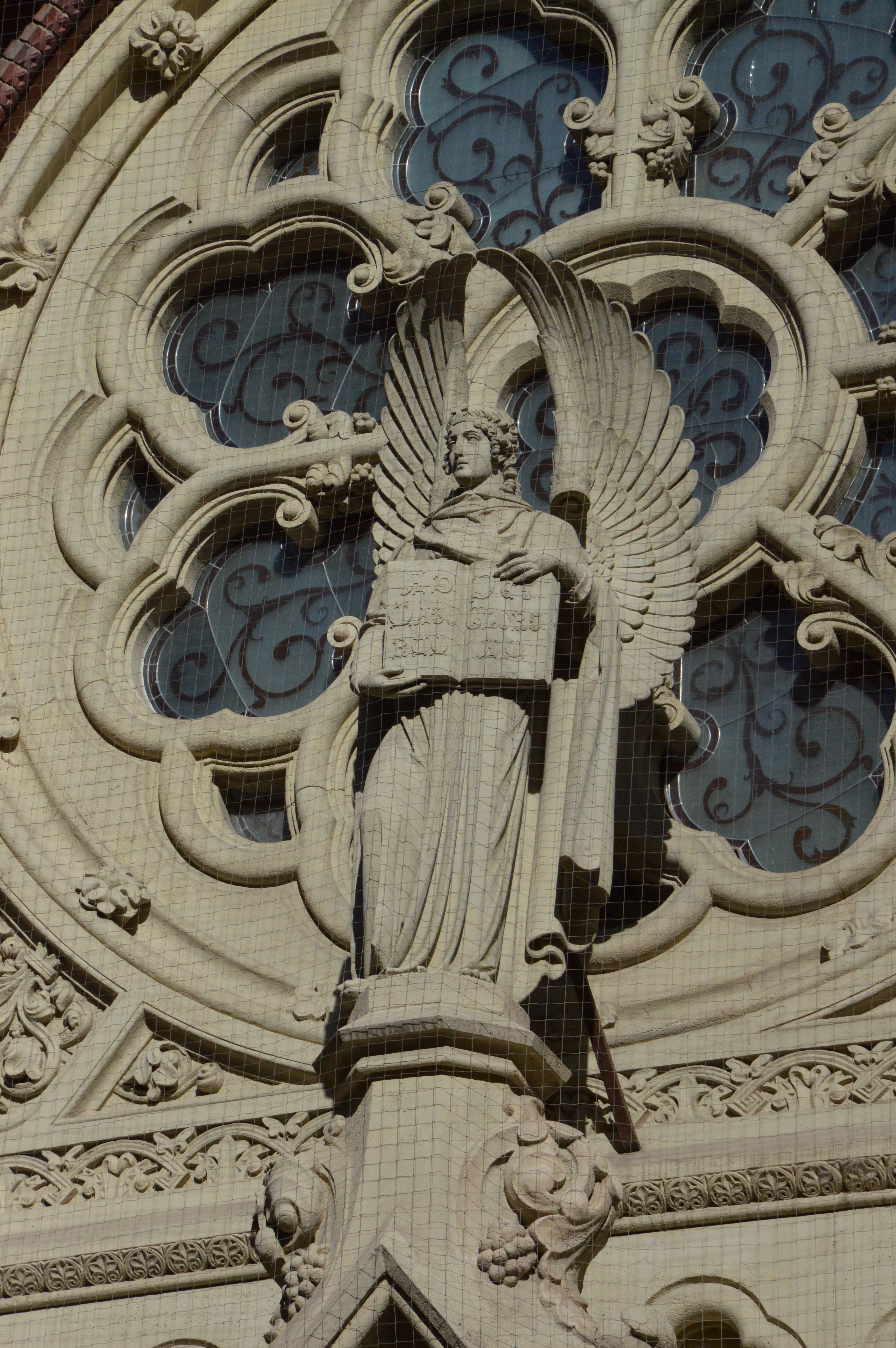
Jézus szíve templom (részlet)
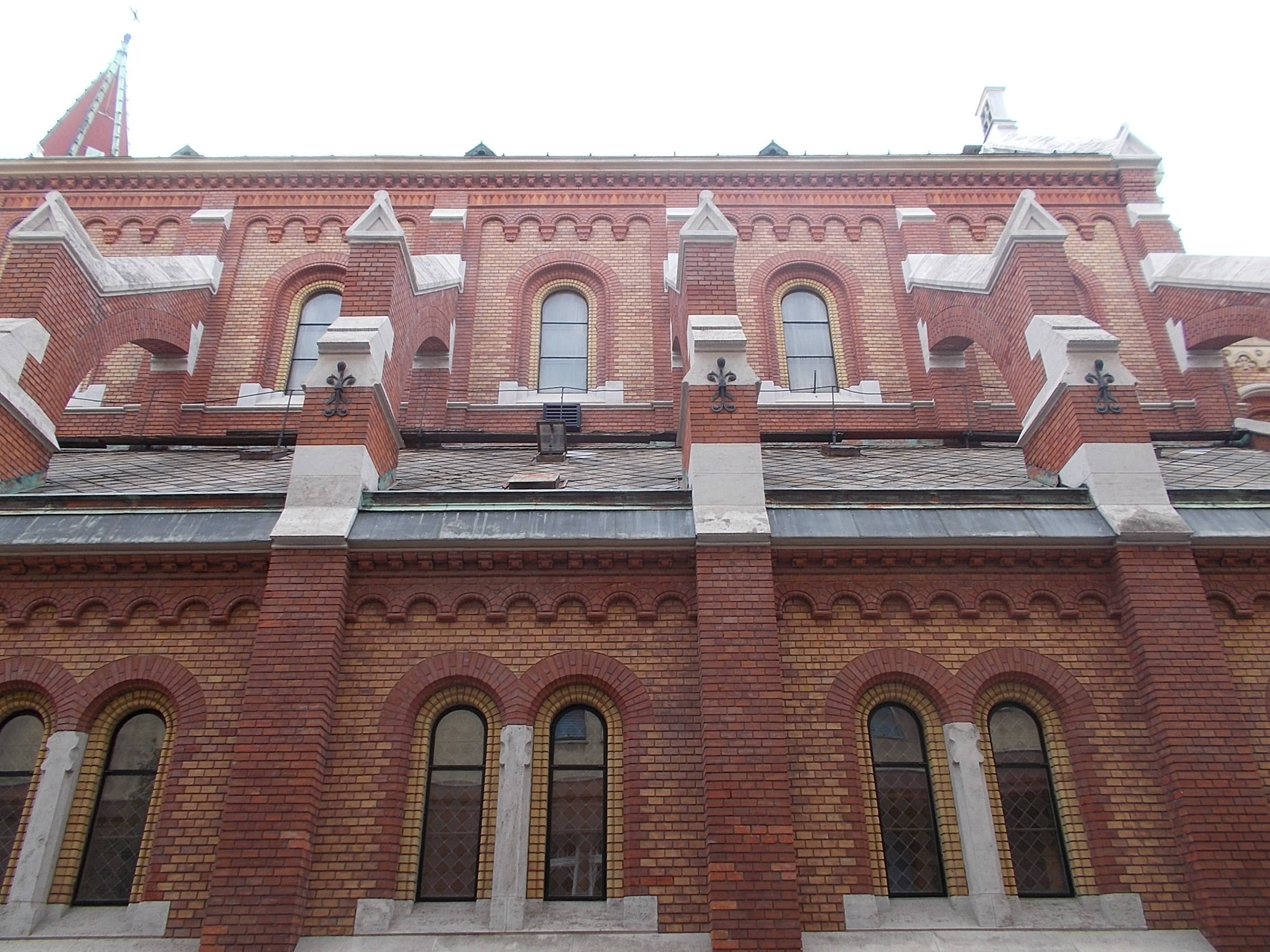
Jézus szíve templom (részlet)
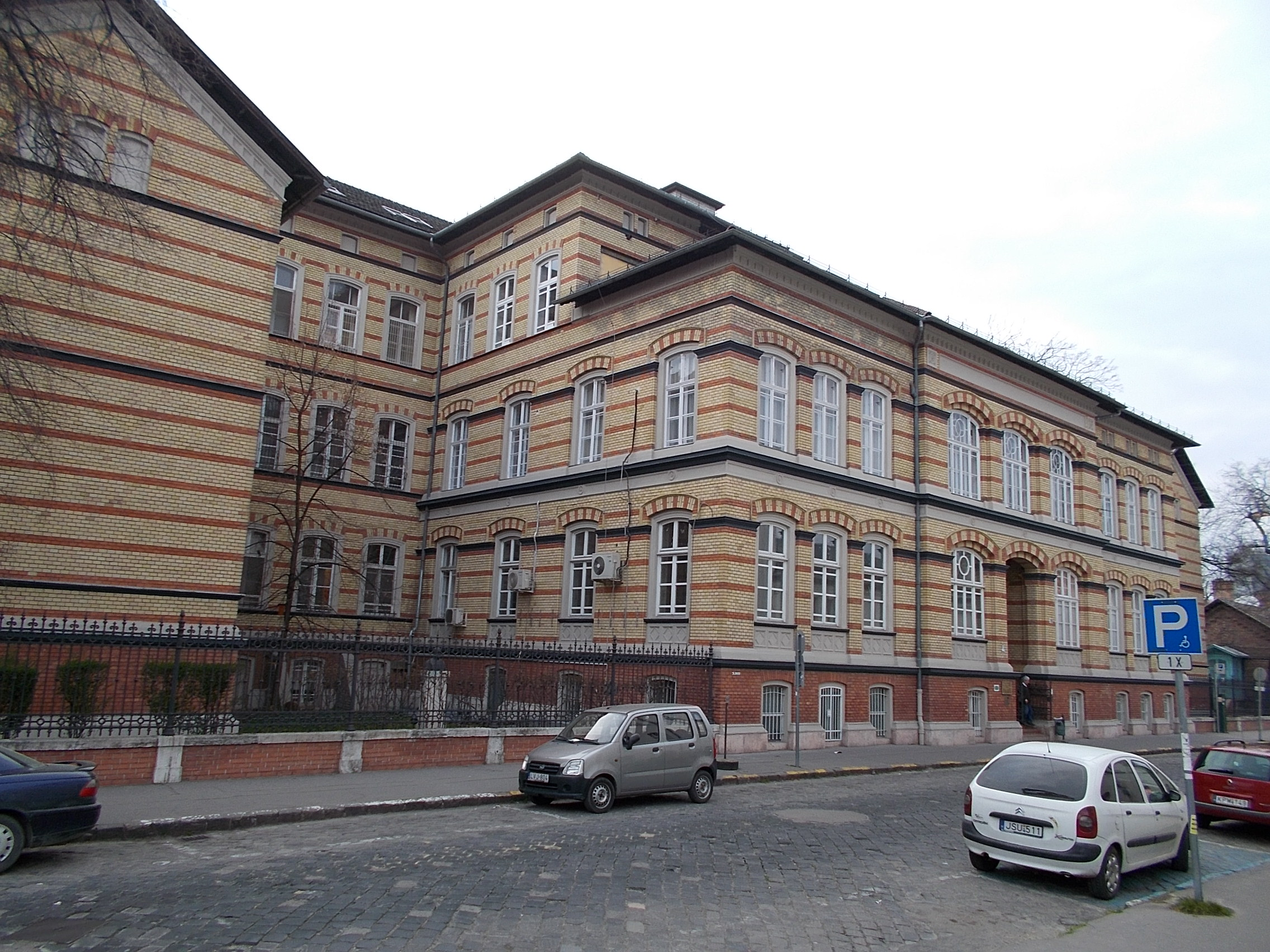
Stefánia gyermekkórház
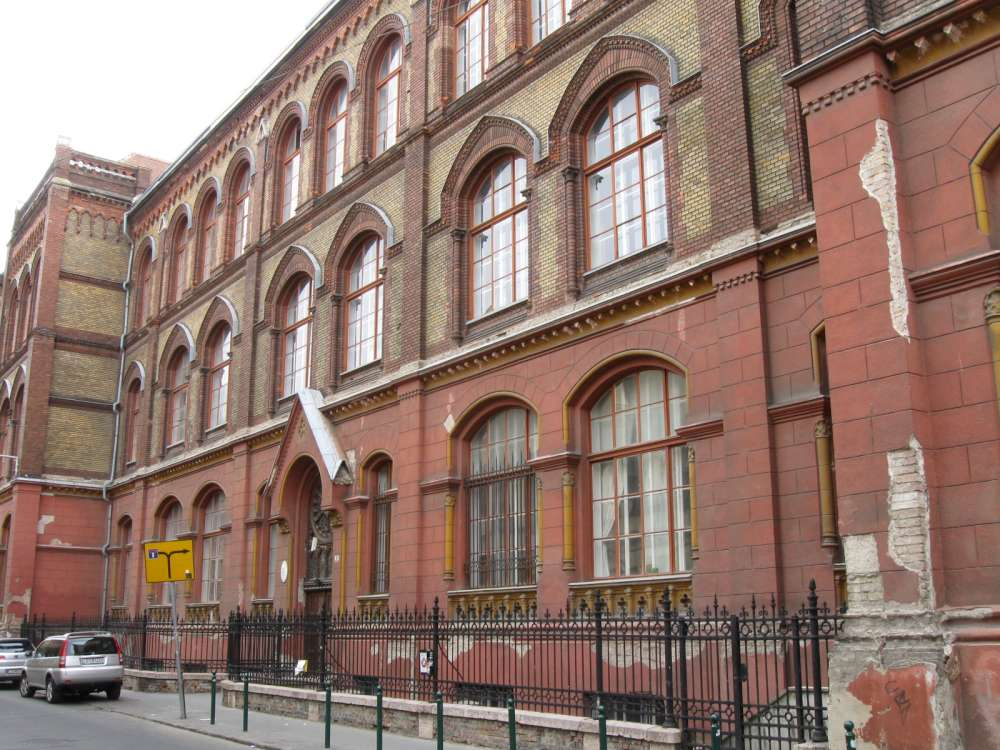
Iparrajziskola
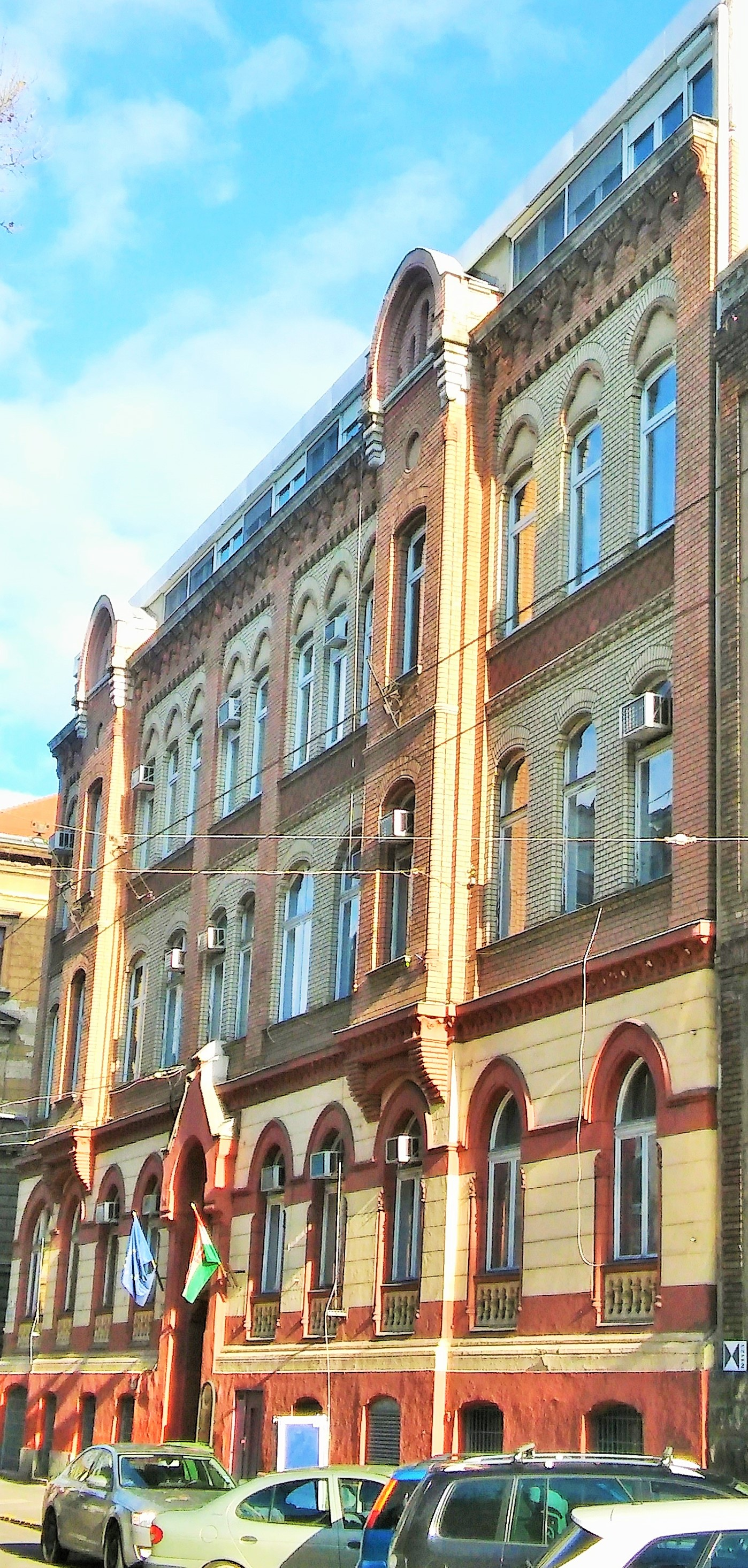
Stomatologiai Klinika
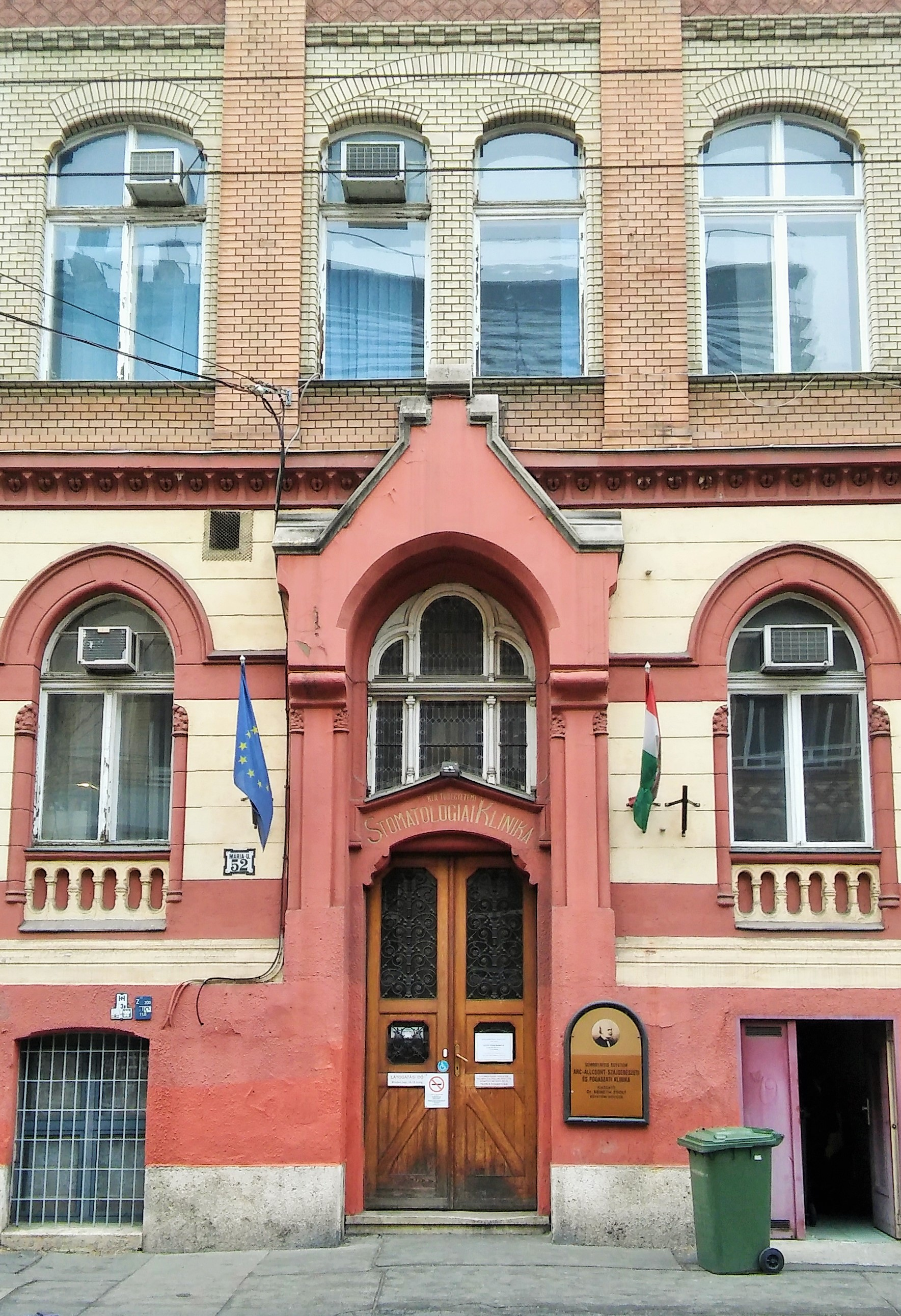
Stomatologiai Klinika (részlet)
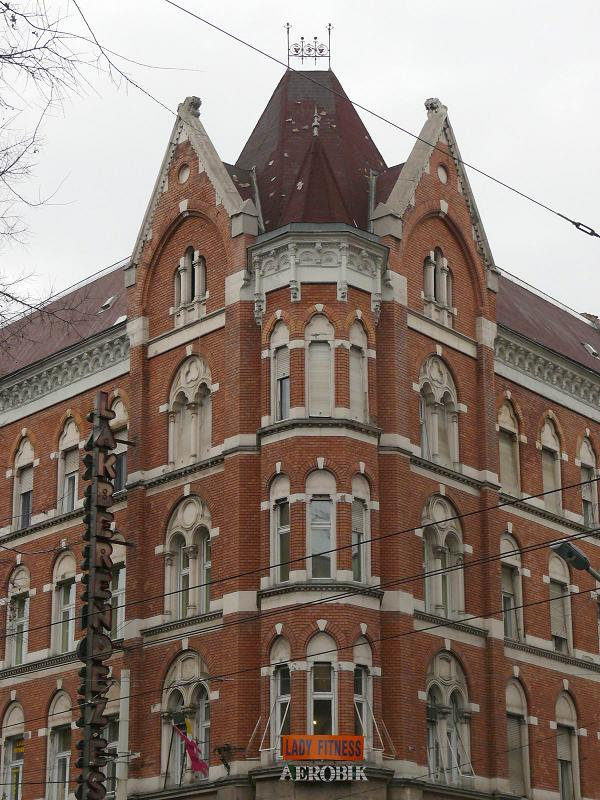
Kauser-palota
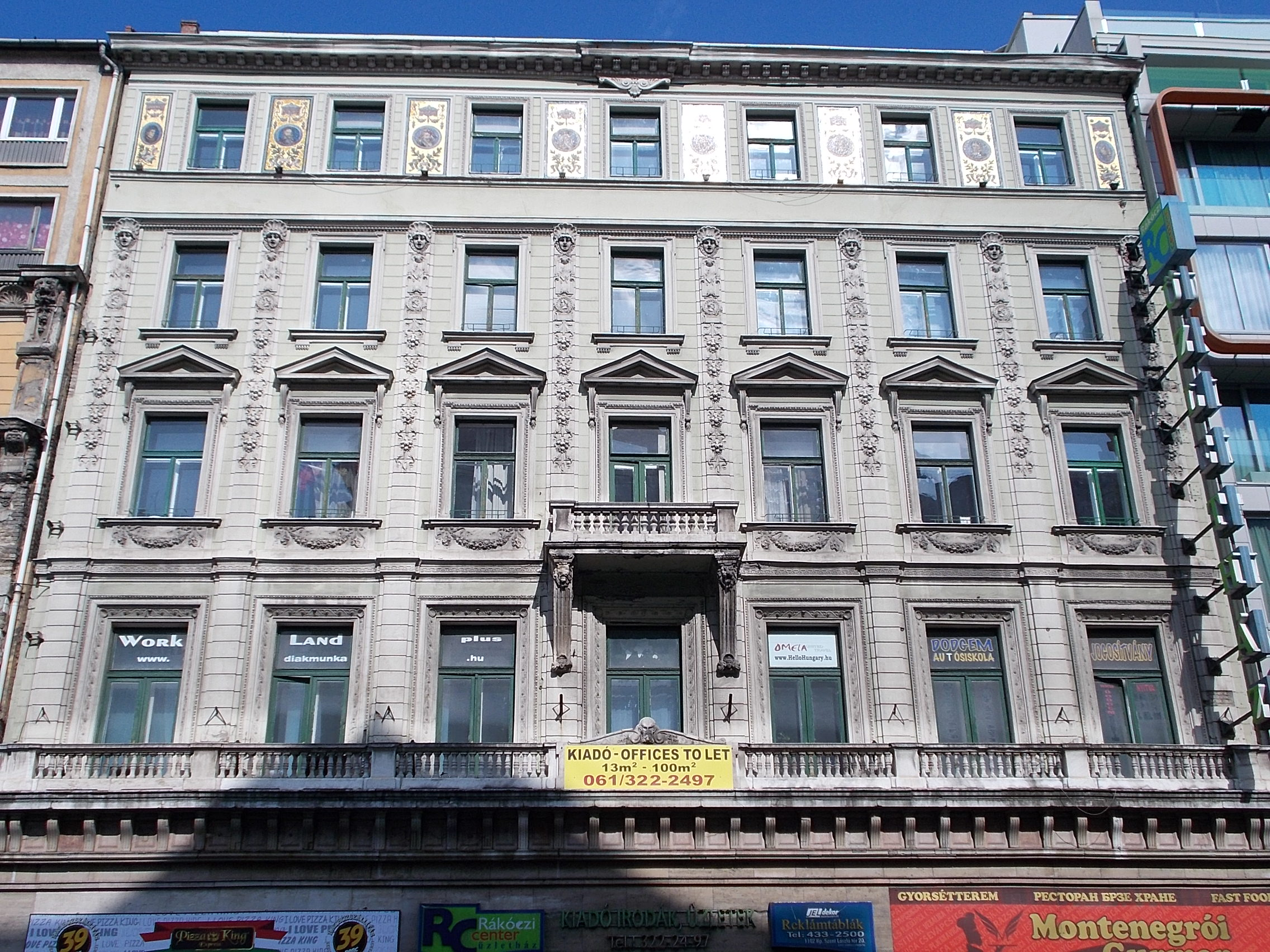
Az Athenaeum Nyomda épülete
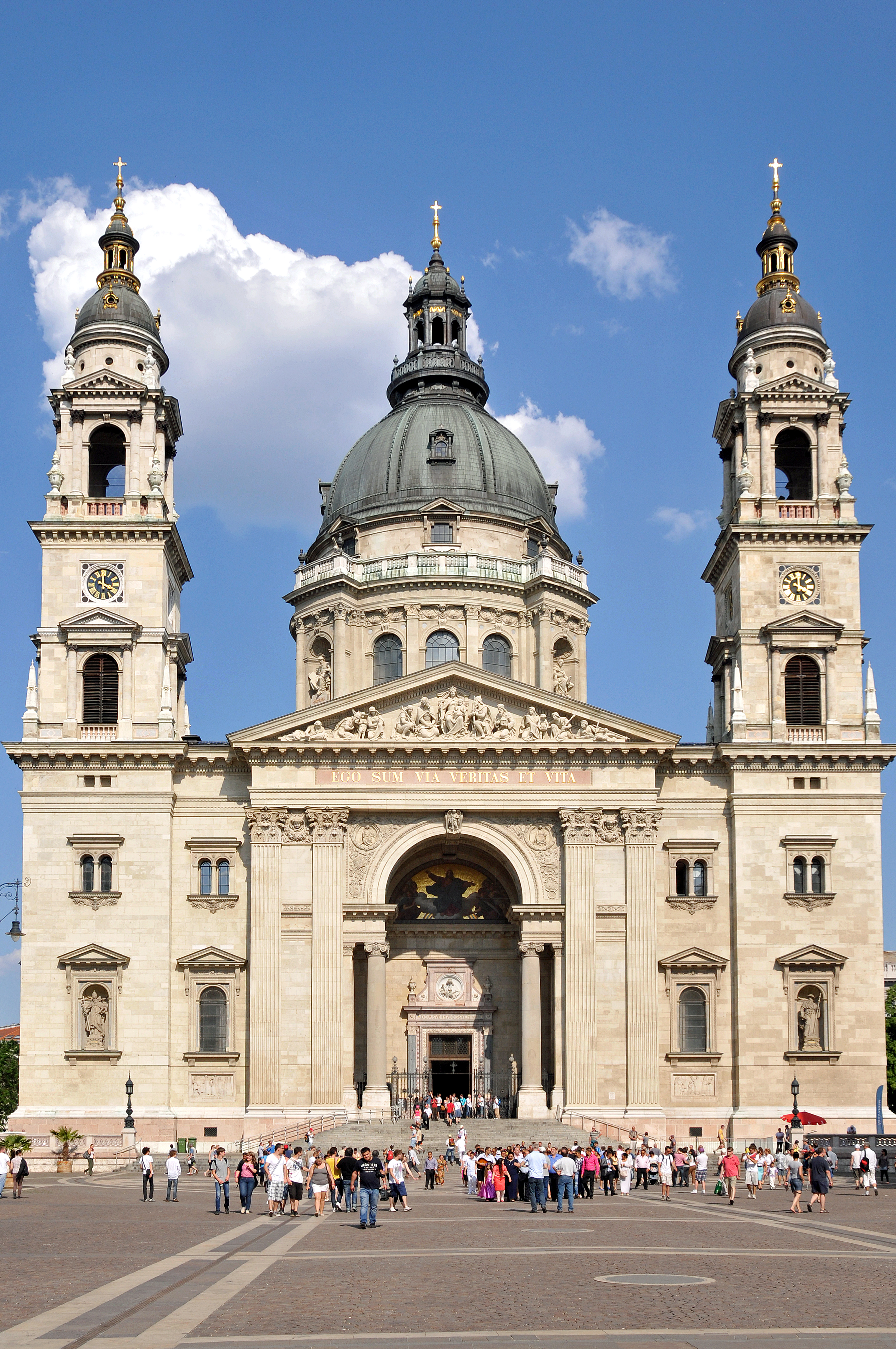
Szent István bazilika
Andrássy-udvar
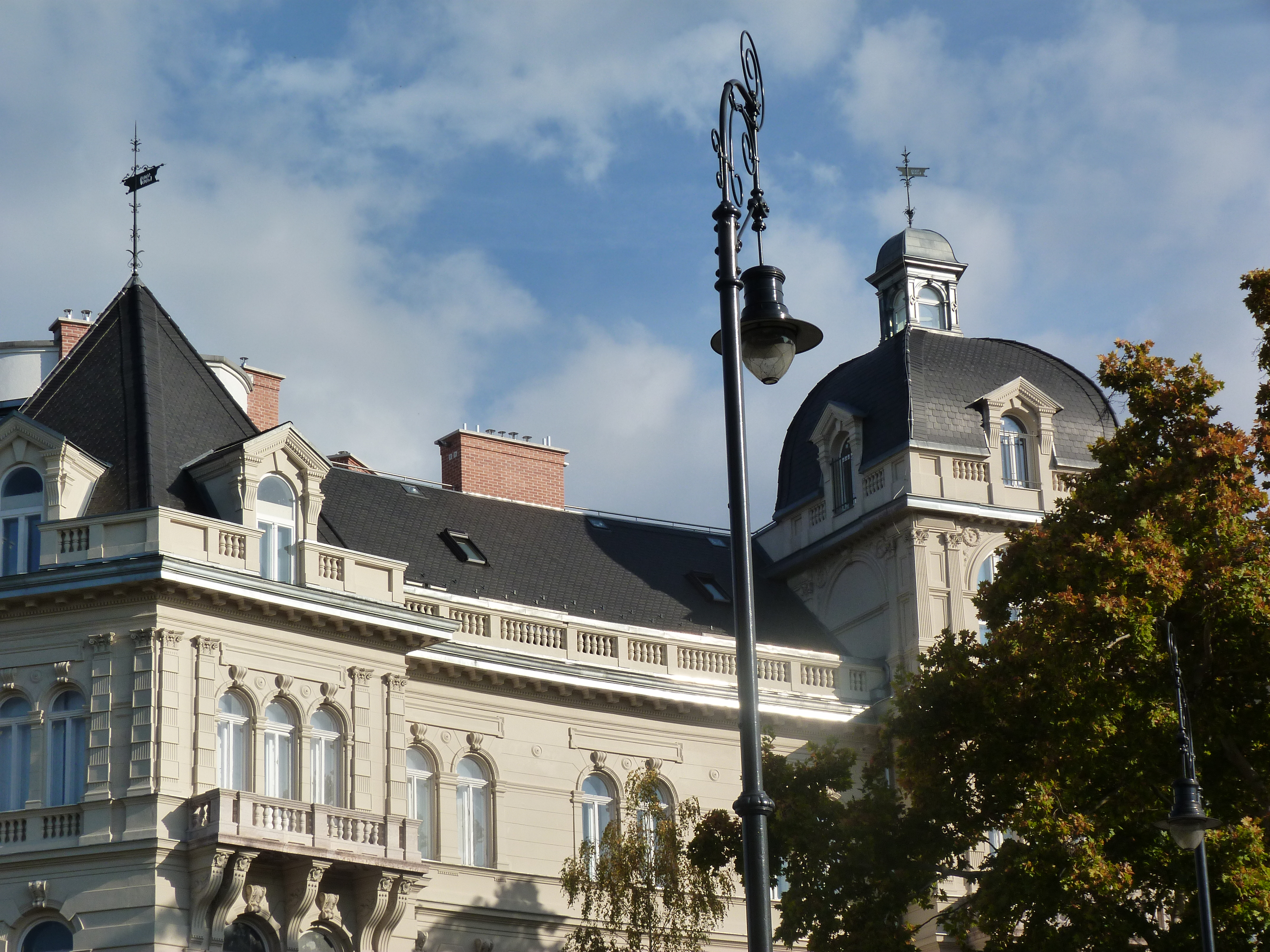
Andrássy-udvar (részlet)
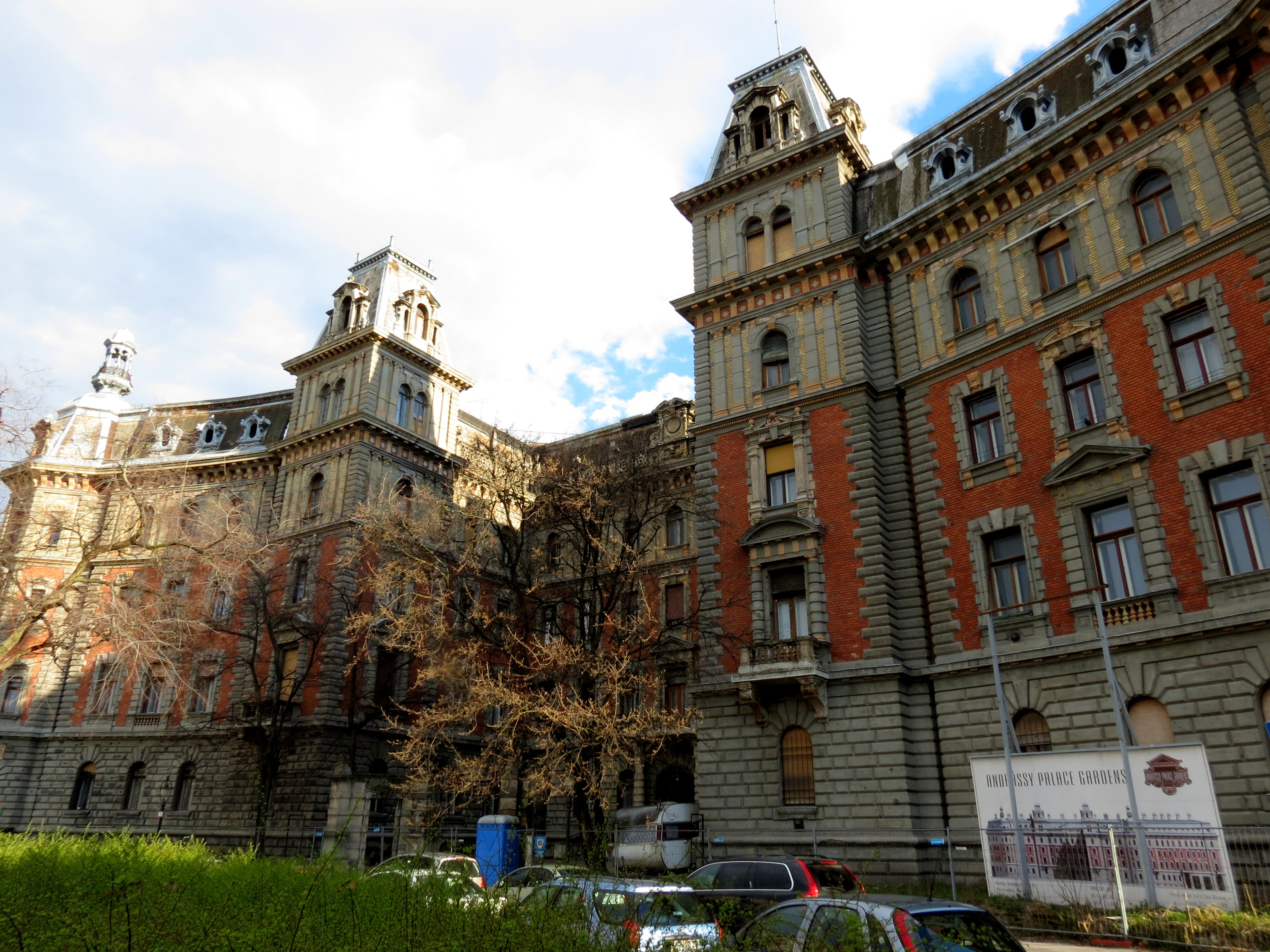
Vasutasház
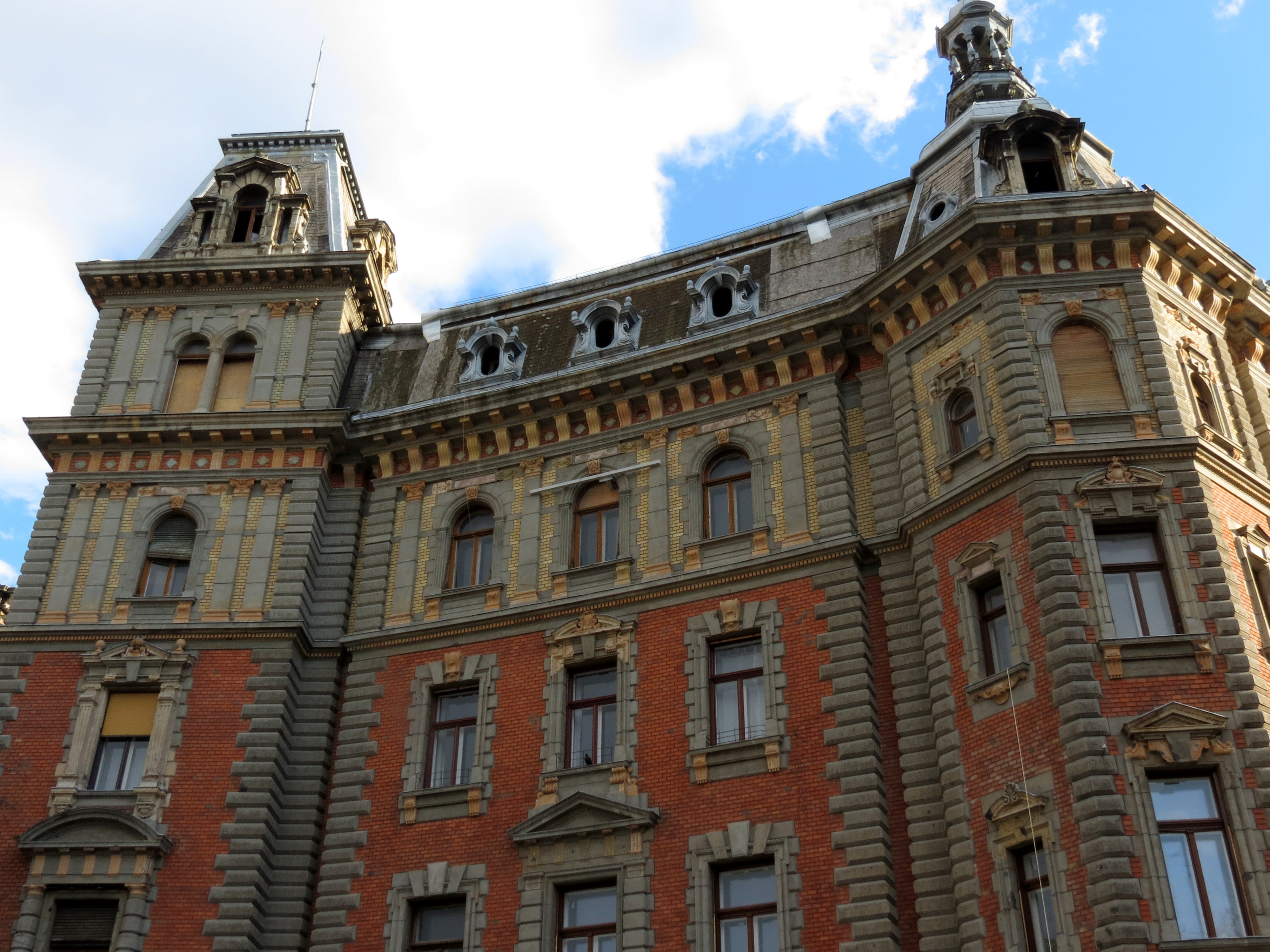
Vasutasház (részlet)
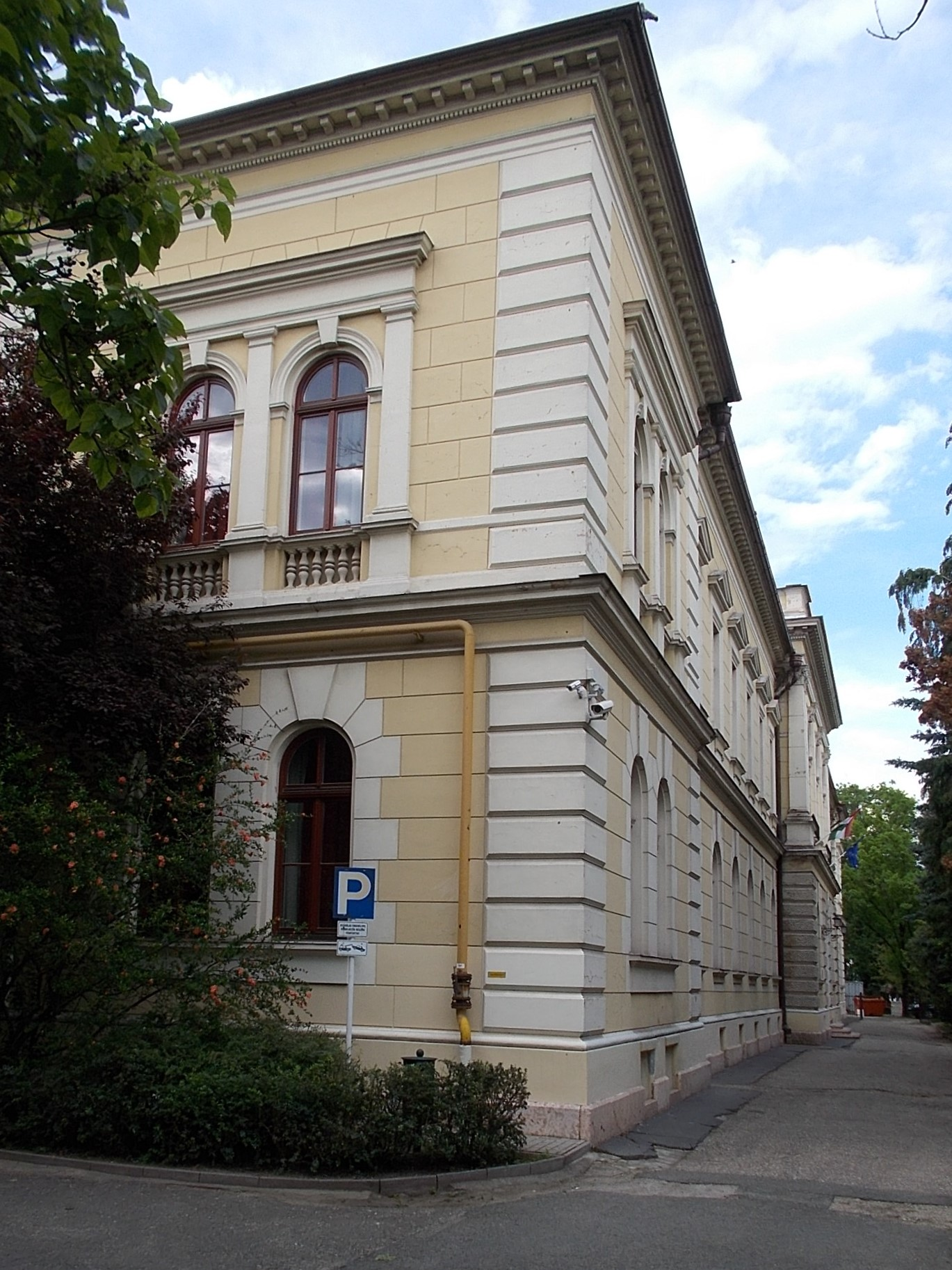
Szilády Áron Református Gimnázium és Kollégium, Kiskunhalas
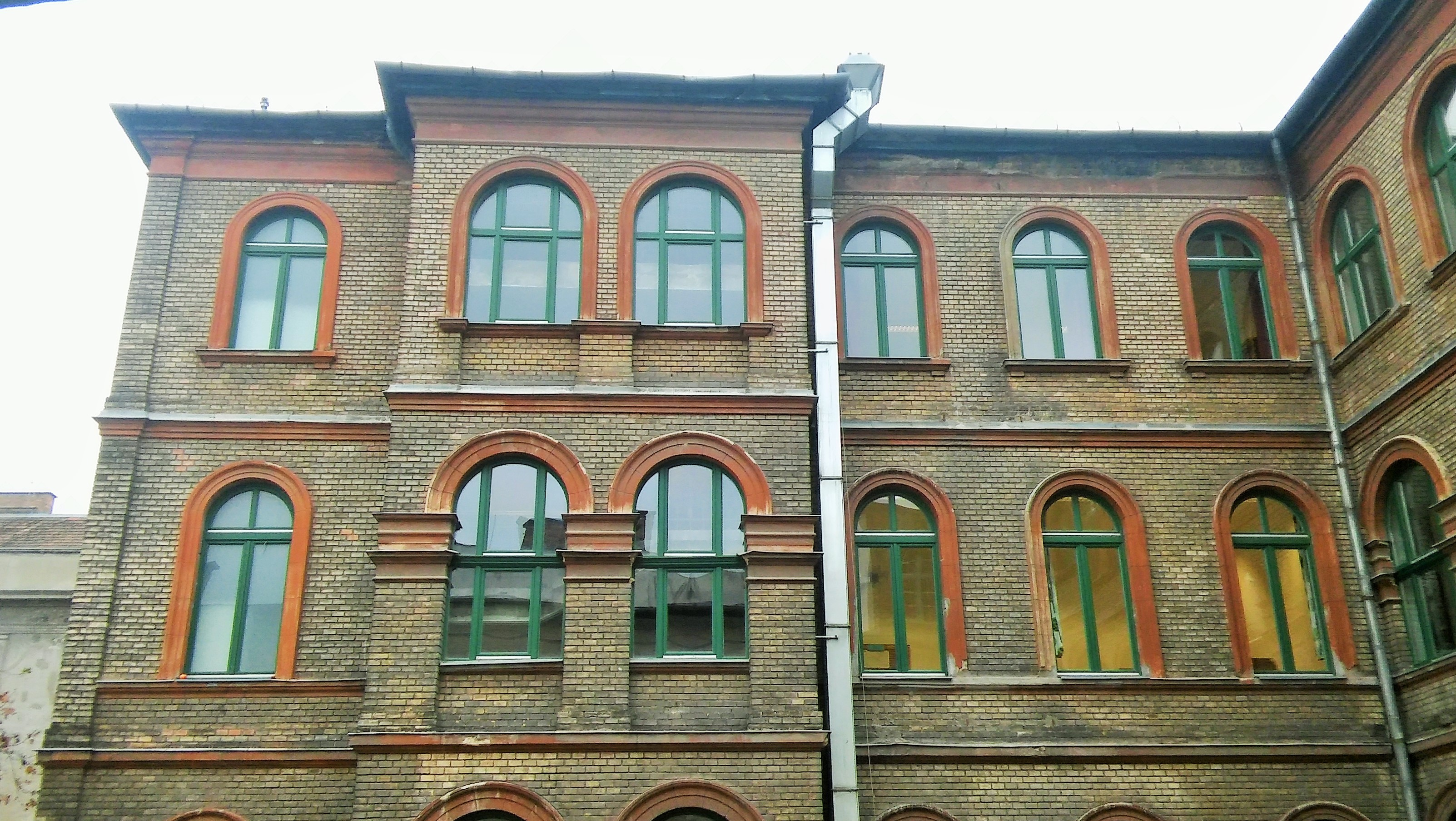
Sancta Mária-leányiskola (részlet)
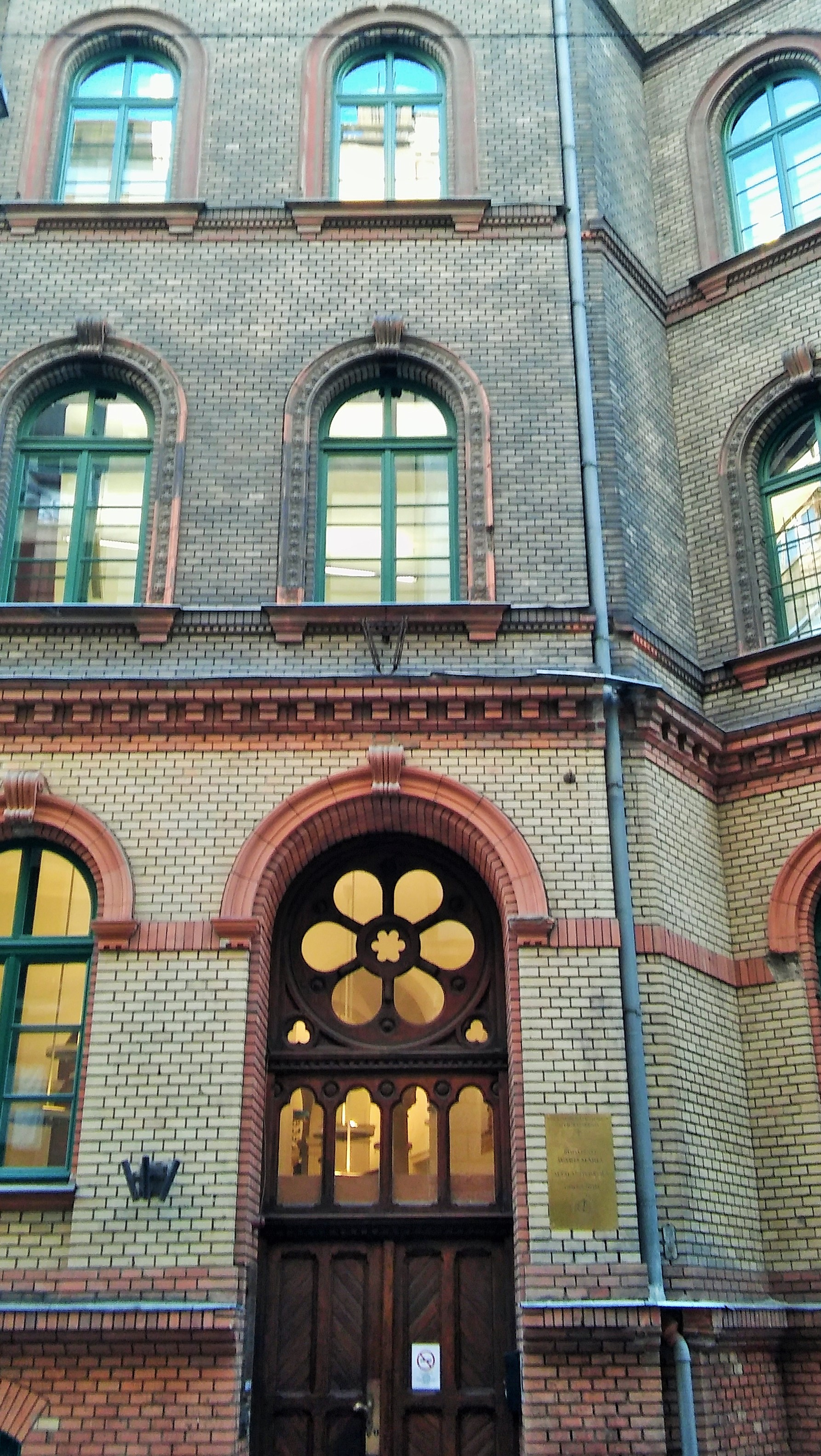
Sancta Mária-leányiskola (részlet)
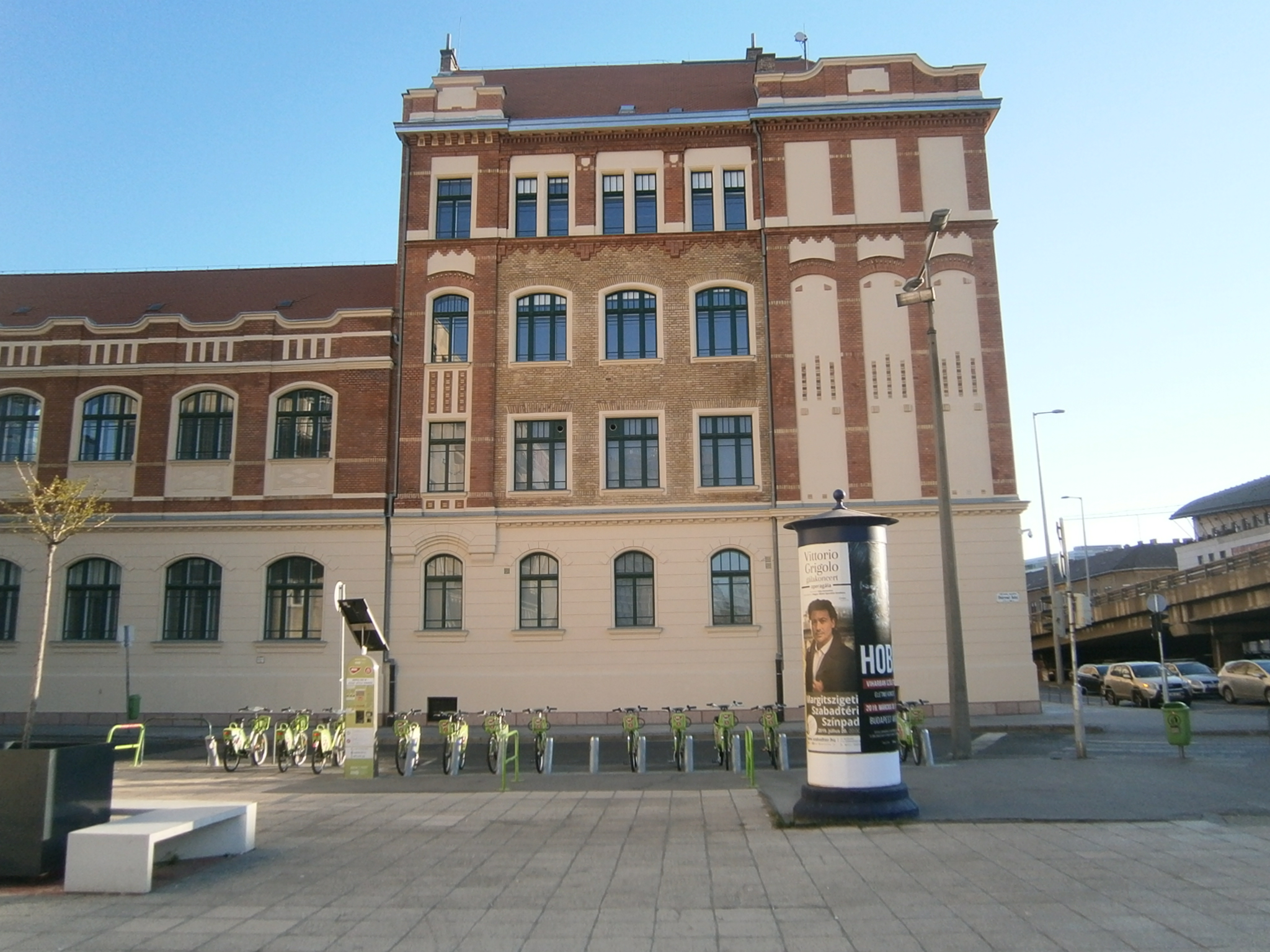
Iskolaépület, Váci út